# Wolfgang Steinbach
Wolfgang Steinbach (ur. 21 września 1954 w Schönebeck (Elbe)) – były niemiecki piłkarz występujący na pozycji pomocnika.

## Kariera klubowa
Steinbach treningi rozpoczął w klubie BSG Chemie Schönebeck. W 1968 roku trafił do juniorskiej ekipy zespołu 1. FC Magdeburg. W 1971 roku został włączony do jego pierwszej drużyny. Spędził tam 16 lat. W tym czasie zdobył z klubem trzy mistrzostwa NRD (1972, 1974, 1975), cztery Puchary NRD (1973, 1978, 1979, 1983), a także Puchar Zdobywców Pucharów w 1974 roku. W 1987 roku odszedł do Motoru Schönebeck. W 1988 roku powrócił do Magdeburga.
W 1990 roku odszedł do zachodnioniemieckiego VfB Oldenburg, grającego w 2. Bundeslidze. W tych rozgrywkach zadebiutował 28 lipca 1990 w przegranym 1:2 meczu z 1. FSV Mainz 05. 8 sierpnia 1990 w zremisowanym 1:1 spotkaniu z Fortuną Kolonia strzelił pierwszego gola w trakcie gry w 2. Bundeslidze. W 1993 roku spadł z klubem do Oberligi. Wówczas zakończył karierę.

## Kariera reprezentacyjna
W reprezentacji NRD Steinbach zadebiutował 4 kwietnia 1978 w przegranym 0:1 towarzyskim meczu ze Szwecją. 13 kwietnia 1983 w wygranym 3:0 towarzyskim spotkaniu z Bułgarią strzelił pierwszego gola w drużynie narodowej. Po raz ostatni w kadrze zagrał 13 marca 1985 w zremisowanym 1:1 towarzyskim pojedynku z Algierią. W latach 1978–1985 w drużynie narodowej rozegrał w sumie 28 spotkań i zdobył jedną bramkę.

## Kariera trenerska
Po zakończeniu został trenerem. Jego pierwszym klubem był VfB Oldenburg. W 2002 roku został szkoleniowcem zespołu SV Wilhelmshaven. Trenował go do kwietnia 2007 roku. Potem pracował w Preußen Magdeburg. Od kwietnia 2009 ponownie trenuje SV Wilhelmshaven.